# دهرود علیا
این روستا بر اساس رود خانه مجاور خود به این نام شمرده میشود در این روستا قلعه ممد خان دشتی وجود دارد 
دهرود علیا، روستایی است از توابع بخش ارم در شهرستان دشتستان استان بوشهر ایران.

## جمعیت
این روستا در دهستان دهرود قرار داشته و براساس سرشماری سال ۱۳۸۵ جمعیت آن ۱۰۸۲نفر (۲۰۷خانوار) می‌باشد.